# ジョアン・エンヒキ・メンデス・ダ・シウヴァ
エスケルジーニャ（Esquerdinha）ことジョアン・エンヒキ・メンデス・ダ・シウヴァ（João Henrique Mendes da Silva, 2006年2月28日 - ）は、ブラジル・サン・ゴンサロ出身のプロサッカー選手。クイーンズ・パーク・レンジャーズFC所属。ポジションはディフェンダー（サイドバック）。

## 経歴

### クラブ
9歳のときにフルミネンセの下部組織に入団。2023年3月にクラブと初のプロ契約（2026年まで）を交わし、契約解除金は7,000万ユーロに設定された。マルセロがフルミネンセに復帰してからは、同じ左サイドバックの選手としてロールモデルとし、多くのアドバイスも受けた。5月26日、コパ・リベルタドーレスのザ・ストロンゲスト戦にフル出場し、トップチームデビュー。
2024年7月7日、アウェイのフォルタレーザ戦でセリエA初出場。
2025年2月、イングランドのクイーンズ・パーク・レンジャーズに移籍し、下部組織に登録された。5月3日、2024-25シーズン最終節のサンダーランド戦で初めてトップチームのスカッドに加わったが、出場機会はなかった。
8月9日、2025-26シーズン開幕節のプレストン・ノースエンド戦に先発し、QPRでの公式戦初出場。

### 代表
2023年、FIFA U-17ワールドカップのメンバーに選出され、ブラジルの全5試合に出場。グループステージのニューカレドニア戦とイングランド戦でアシストを記録した。

## 個人成績
| 国内大会個人成績 | 国内大会個人成績 | 国内大会個人成績 | 国内大会個人成績   | 国内大会個人成績 | 国内大会個人成績 | 国内大会個人成績 | 国内大会個人成績 | 国内大会個人成績 | 国内大会個人成績 | 国内大会個人成績 | 国内大会個人成績 |
| 年度             | クラブ           | 背番号           | リーグ             | リーグ戦         | リーグ戦         | リーグ杯         | リーグ杯         | オープン杯       | オープン杯       | 期間通算         | 期間通算         |
| 年度             | クラブ           | 背番号           | リーグ             | 出場             | 得点             | 出場             | 得点             | 出場             | 得点             | 出場             | 得点             |
| ブラジル         | ブラジル         | ブラジル         | ブラジル           | リーグ戦         | リーグ戦         | ブラジル杯       | ブラジル杯       | オープン杯       | オープン杯       | 期間通算         | 期間通算         |
| ---------------- | ---------------- | ---------------- | ------------------ | ---------------- | ---------------- | ---------------- | ---------------- | ---------------- | ---------------- | ---------------- | ---------------- |
| 2023             | フルミネンセ     | 53               | セリエA            | 0                | 0                | 0                | 0                | -                | -                | 0                | 0                |
| 2024             | フルミネンセ     | 53               | セリエA            | 5                | 0                | 1                | 0                | -                | -                | 6                | 0                |
| イングランド     | イングランド     | イングランド     | イングランド       | リーグ戦         | リーグ戦         | FLカップ         | FLカップ         | FAカップ         | FAカップ         | 期間通算         | 期間通算         |
| 2024-25          | QPR              | 38               | チャンピオンシップ | 0                | 0                | -                | -                | -                | -                | 0                | 0                |
| 2025-26          | QPR              | 28               | チャンピオンシップ |                  |                  |                  |                  |                  |                  |                  |                  |
| 通算             | ブラジル         | ブラジル         | セリエA            | 5                | 0                | 1                | 0                | -                | -                | 6                | 0                |
| 通算             | イングランド     | イングランド     | チャンピオンシップ |                  |                  |                  |                  |                  |                  |                  |                  |
| 総通算           | 総通算           | 総通算           | 総通算             | 5                | 0                | 1                | 0                | 0                | 0                | 6                | 0                |